# Élénie grise
Myiopagis cinerea · Élaène grise
Espèce
Statut de conservation UICN

 LC  : Préoccupation mineure
L'Élénie grise (Myiopagis cinerea) ou Élaène grise, est une espèce d'oiseaux de la famille des Tyrannidae.

## Répartition
Son aire s'étend à travers la forêt amazonienne et le plateau des Guyanes.

## Classification
Selon les auteurs, cet oiseau est considéré comme une espèce à part entière sous le taxon Myiopagis cinerea (Pelzeln, 1868) ou comme une sous-espèce de Myiopagis caniceps sous le taxon Myiopagis caniceps cinerea (Pelzeln, 1868).
L'espèce a été initialement classée dans le genre Elaenia sous le protonyme Elaenia cinerea Pelzeln, 1868.
Myiopagis cinerea a pour synonymes :
- Elaenia cinerea Pelzeln, 1868
- Myiopagis caniceps cinerea (Pelzeln, 1868)